# Xylocopa capitata
Xylocopa capitata är en biart som beskrevs av Smith 1854. Xylocopa capitata ingår i släktet snickarbin, och familjen långtungebin. Inga underarter finns listade i Catalogue of Life.